# Лотус 100Т
Лотус 100T е болид от Формула 1, с който отбора на Лотус участва през сезон 1988. То е задвижван с двигатели Хонда, също като предишния болид 99T, като 100T е подобрена версия без никакви промени по болида, за разлика от предния нос и задната част на шасито. То е пилотиран от световния шампион за 1987 Нелсън Пикет и Сатору Накаджима.
За разлика от своя предсесор 100T не задвижван с активно окачване, което донася на тима две победи през предходната година, благодарение на Аертон Сена. Със загубата на Сена, който премина в Макларън и въпреки това, че привлякоха Нелсън Пикет от Уилямс, тимът направи крачка назад, най-вече по скорост. Някои смятаха че Пикет може да се съраревновава с пилотите на Макларън, поради факта че Лотус са също с двигатели Хонда както и Макларън. Това засъжаление не беше така, дори неговият съотборник го е побеждавал в квалификациите. Това е първият сезон след 1981 в който Лотус не постига нито победа нито пол-позиция.
В края на сезона Пикет завърши с общо 22 точки благодарение на две трети места от Бразилия и Сан Марино и Австралия, докато Накаджима само с една от първия старт на сезона. Лотус финишираха сезона с 23 точки на четвърта позиция.

## Класиране във Формула 1
| Година | Отбор            | Двигател              | Гуми | Пилоти           | 1   | 2   | 3   | 4   | 5   | 6   | 7   | 8   | 9   | 10  | 11  | 12  | 13  | 14  | 15  | 16  | Точки. | WCC  |
| ------ | ---------------- | --------------------- | ---- | ---------------- | --- | --- | --- | --- | --- | --- | --- | --- | --- | --- | --- | --- | --- | --- | --- | --- | ------ | ---- |
| 1988   | Camel Team Lotus | Хонда RA168-E V6 (tc) | Г    |                  | BRA | SMR | MON | MEX | CAN | DET | FRA | GBR | GER | HUN | BEL | ITA | POR | ESP | JPN | AUS | 23     | 4-ти |
| 1988   | Camel Team Lotus | Хонда RA168-E V6 (tc) | Г    | Нелсън Пикет     | 3   | 3   | Ret | Ret | 4   | Ret | 5   | 5   | Ret | 8   | 4   | Ret | Ret | 8   | Ret | 3   | 23     | 4-ти |
| 1988   | Camel Team Lotus | Хонда RA168-E V6 (tc) | Г    | Сатору Накаджима | 6   | 8   | DNQ | Ret | 11  | DNQ | 7   | 10  | 9   | 7   | Ret | Ret | Ret | Ret | 7   | Ret | 23     | 4-ти |